# Сарото
Сарото — река в Приуральском районе Ямало-Ненецкого АО. Устье реки находится в 268 км от устья Полуя по правому берегу. Длина реки составляет 35 км, в 32 км по правому берегу впадает основной приток Воргасоим.

## Данные водного реестра
По данным государственного водного реестра России относится к Нижнеобскому бассейновому округу, водохозяйственный участок реки — Обь от впадения реки Северная Сосьва до города Салехард, речной подбассейн реки — бассейны притоков Оби ниже впадения Северной Сосьвы. Речной бассейн реки — (Нижняя) Обь от впадения Иртыша.
Код объекта в государственном водном реестре — 15020300112115300032965.